# Maximilian Brandl
Maximilian Brandl, né le 25 juin 1997, est un coureur cycliste allemand, spécialiste de VTT cross-country.

## Palmarès

### Jeux olympiques
- Tokyo 2020
  - 21e du cross-country

### Championnats du monde
- Vallnord 2015
  -  Médaillé d'argent du cross-country juniors
- Cairns 2017
  -  Médaillé de bronze du cross-country espoirs
- Lenzerheide 2018
  -  Médaillé d'argent du relais mixte
- Val di Sole 2021
  -  Médaillé de bronze de cross-country short track
  - 5e du cross-country
- Les Gets 2022
  - 10e du cross-country short track

### Coupe du monde
- Coupe du monde de cross-country espoirs
  - 2016 : 10e du classement général
  - 2017 : 11e du classement général
  - 2018 : 24e du classement général
  - 2019 : 4e du classement général

- Coupe du monde de cross-country élites
  - 2021 : 20e du classement général
  - 2022 : 50e du classement général
  - 2023 : 47e du classement général
  - 2024 : 37e du classement général

- Coupe du monde de cross-country short track
  - 2023 : 10e du classement général
  - 2024 : 31e du classement général

### Championnats d'Europe
- 2015 
  -  Champion d'Europe du relais mixte (avec Manuel Fumic, Ben Zwiehoff et Helen Grobert)
  -  Médaillé de bronze du cross-country juniors
- 2019
  -  Médaillé de bronze du cross-country espoirs

### Championnats d'Allemagne
- Champion d'Allemagne de cross-country juniors : 2015
- Champion d'Allemagne de cross-country espoirs : 2017
- Champion d'Allemagne de cross-country  : 2019, 2020, 2022 et 2023
- Champion d'Allemagne de cross-country short track : 2023